# إعلان استقلال رودسيا أحادي الجانب

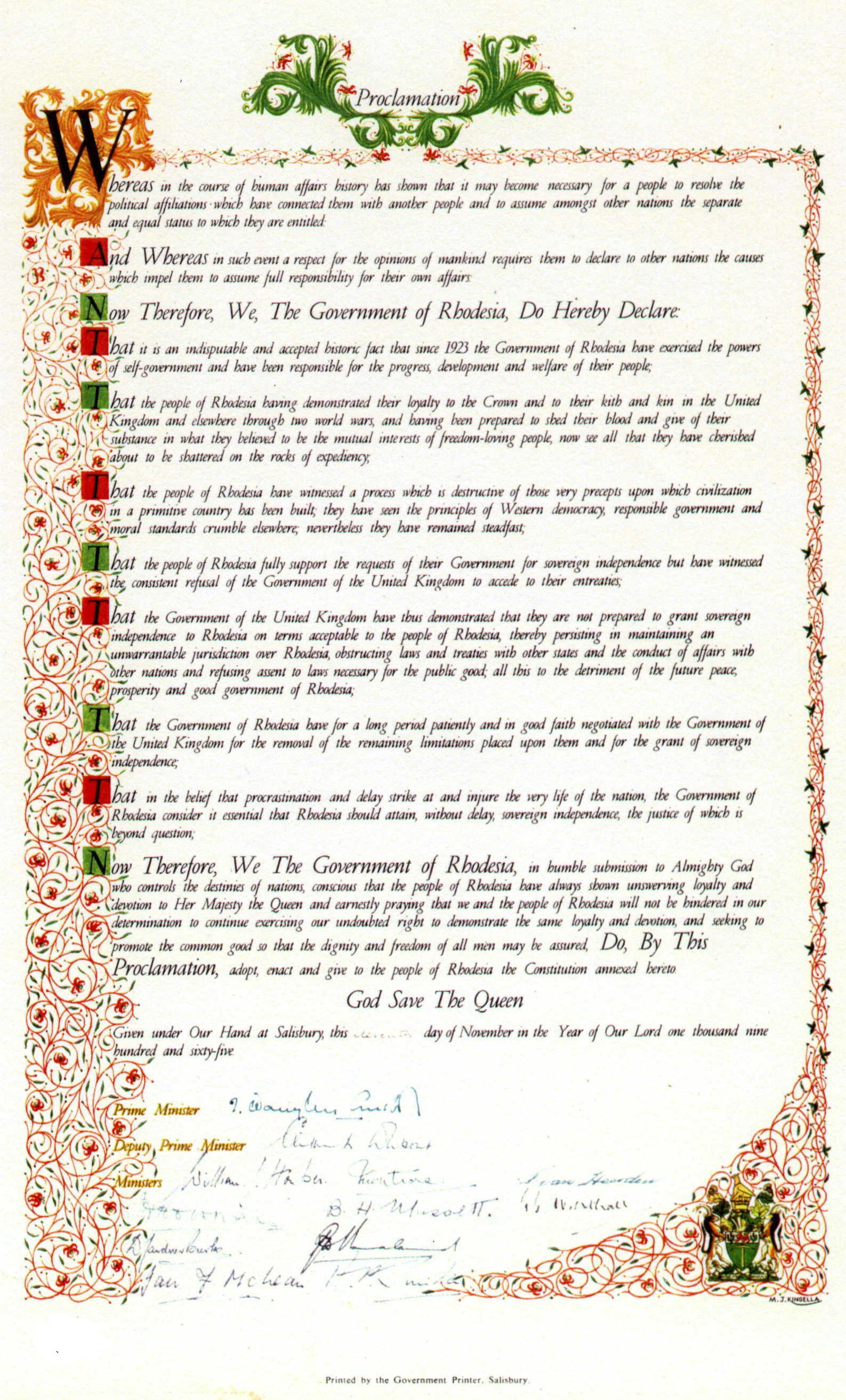
اعلان استقلال رودسيا

كان إعلان استقلال رودسيا أحادي الجانب (يو دي آي) تصريحًا اعتمده مجلس وزراء رودسيا في 11 نوفمبر 1965، يعلن أن رودسيا، وهي إقليم بريطاني في إفريقيا الجنوبية كان يحكم نفسه منذ عام 1923، صارت تعتبر نفسها الآن دولة مستقلة ذات سيادة. تتويجًا لنزاع طويل الأمد بين الحكومتين البريطانية والرودسية فيما يخص الشروط التي يمكن للأخيرة بموجبها أن تكون مستقلة تمامًا، كان أول انفصال أحادي الجانب عن المملكة المتحدة تقوم به إحدى مستعمراتها منذ إعلان الاستقلال الأمريكي في عام 1776. اعتبر كل من المملكة المتحدة والكومنولث والأمم المتحدة استقلال رودسيا غير شرعي، وفُرضت عقوبات اقتصادية كانت الأولى في تاريخ الأمم المتحدة على المستعمرة المنسلخة. في خضم حصار عالمي كامل تقريبًا، استمرت رودسيا بوصفها دولة غير معترف بها بمساعدة جنوب إفريقيا، والبرتغال (حتى عام 1974).
كانت حكومة رودسيا، والتي تألفت في الغالب من أفراد من الأقلية البيضاء في البلاد والتي تبلغ نسبتها 5%، مستاءة وقتما، في خضم سياسات رياح التغيير خاصة حكومة المملكة المتحدة لإنهاء الاستعمار، تقدمت مستعمرات إفريقية أقل تطورًا في الشمال ومن دون تجربة مماثلة للحكم الذاتي بسرعة ناحية الاستقلال خلال بداية ستينيات القرن الماضي في حين رُفضت سيادة رودسيا بموجب المبدأ الصاعد حديثًا القائل «لا استقلال قبل حكم الأغلبية» («إن آي بي إن أيه آر»). شعر معظم الرودسيين البيض أنهم يستحقون الاستقلال بعد أربعة عقود من الحكم الذاتي، وأن الحكومة البريطانية كانت تخونهم بمنعه. اقترن هذا مع إحجام الحكومة الاستعمارية الحاد عن تسليم السلطة إلى الرودسيين السود لخلق انطباع بأنه إذا لم تمنح المملكة المتحدة الاستقلال، فقد يكون من المبرر لرودسيا أن تأخذه من جانب واحد.
تطور مأزق بين رئيسي الوزراء البريطاني والرودسي هارولد ويلسون وإيان سميث على التوالي، بين عامي 1964 و1965. أحاط الخلاف إلى حد كبير باشتراط البريطانين أن تكون شروط الاستقلال مقبولة «لشعب البلاد ككل»، وزعم سميث أن هذا قد حُقق، في حين زعمت المملكة المتحدة وقادة الرودسيين السود أنه لم يُحقق. بعد أن اقترح ويلسون في نهاية أكتوبر من عام 1965 أن المملكة المتحدة قد تحمي التمثيل الأسود المستقبلي في البرلمان الرودسي عبر سحب بعض السلطات المفوضة للحكومة الاستعمارية، ثم قدم شروطًا للجنة الملكية الاستقصائية والتي وجدها الرودسيون غير مقبولة، أعلن سميث ومجلس وزرائه الاستقلال. عقب اعتباره هذا خيانة، أقال الحاكم الاستعماري البريطاني السير همفري غيبز سميث وحكومته رسميًا، لكنهم تجاهلوه وعينوا «مسؤولًا يدير الحكومة» ليحل محله.
في حين لم تعترف أي بلاد بالاستقلال أحادي الجانب، اعتبرت المحكمة الرودسية العليا حكومة ما بعد الاستقلال شرعية وقانونية في 1968. ادعت حكومة سميث في البداية استمرار ولائها للملكة إليزابيث الثانية، لكنها تخلت عن هذا في عام 1970 وقتما أعلنت جمهورية في محاولة فاشلة لكسب اعتراف أجنبي. بدأت الحرب الأهلية الرودسية، وهي حرب عصابات نشبت بين الحكومة وجماعتين متنافستين من الرودسيين السود المدعومين من الشيوعية، بصورة جدية بعد ذلك بعامين، وبعد عدة محاولات لإنهاء الحرب اختتم سميث التسوية الداخلية مع القوميين غير المتشددين في عام 1978. بموجب هذه الشروط، أُعيد تشكيل البلاد تحت الحكم الاسود باسم زيمبابوي رودسيا في يونيو من عام 1979، لكن رفضت العصابات والمجتمع الدولي هذا النظام الجديد. استمرت الحرب الأهلية إلى أن ألغت زيمبابوي رودسيا استقلالها أحادي الجانب باعتباره جزءًا من اتفاقية لانكاستر هاوس في ديسمبر 1979. عقب فترة وجيزة من الحكم البريطاني المباشر، مُنحت البلاد استقلالًا مُعترفًا به دوليًا تحت اسم زيمبابوي في عام 1980.

## خلفية
كان إقليم رودسيا جنوب الإفريقي، واسمه الرسمي رودسيا الجنوبية، حالة فريدة من نوعها في الإمبراطورية البريطانية والكومنولث، فرغم كونها مستعمرةً من الناحية الإسمية، كانت تتمتع بالحكم الذاتي داخليًا ولا تختلف دستوريًا عن الدومينيون. يعود هذا الوضع إلى عام 1923، وقتما مُنحت حكومة مسؤولة ضمن الإمبراطورية باعتبارها مستعمرة ذات حكم ذاتي، عقب ثلاثة عقود من من الإدارة والتنمية على يد شركة جنوب إفريقيا البريطانية. كانت بريطانيا منتوية ضم رودسيا الجنوبية إلى الاتحاد جنوب الإفريقي باعتبارها مقاطعة جديدة، لكن بعد أن رفض الناخبون المسجلون هذا في استفتاء حكومي عام 1922، قُولبت المنطقة إلى دومينيون مُحتمل بدلًا من ذلك. فُوضت بإدارة شؤونها الخاصة في كل النواحي تقريبًا، بما فيها الدفاع.
كانت صلاحيات وايتهول في رودسيا الجنوبية في ظل دستور عام 1923 كبيرة على الورق، إذ كان بوسع التاج البريطاني نظريًا إلغاء أي مشروع قرار مُرر في غضون عام، أو تغيير الدستور كيفما شاء. كانت النية من هذا الصلاحيات حماية السكان الأصليين من الأفارقة السود من التشريعات التمييزية وحماية المصالح التجارية البريطانية في المستعمرة، لكن مثلما علقت كلير بالي في تاريخها الدستوري للبلاد، كان إنفاذ إجراءات كهذه من بالغ المشقة لوايتهول، وعلى الأرجح أن محاولة ذلك كانت لتسبب أزمة. وتحسبًا، لم تُطبق قط. تطورت علاقة تعاونية عمومًا بين وايتهول والحكومة الاستعمارية والخدمة المدنية في ساليزبيري، وكان الخلاف نادرًا.
صيغ دستور عام 1923 في ظل شروط غير عنصرية، وكان النظام الانتخابي الذي ابتكره منفتحًا على نحو مماثل، على الأقل من الناحية النظرية. طُبقت مؤهلات التصويت بالنظر إلى الدخل الشخصي والتعليم والملكية، على غرار تلك الخاصة بكيب كواليفايد فرانشايز، بصورة متكافئة على الجميع، ولكن نظرًا لأن معظم السود لم يستوفوا المعايير المحددة، كان كل من سجل الناخبين والبرلمان الاستعماري من الأقلية البيضاء البالغة نحو 5% بأغلبية ساحقة. كانت النتيجة أن مصالح السود بالكاد مُثلت هذا إن مُثلت أصلًا، وهو أمر لم يظهر بيضُ المستعمرة إلا قليل الاهتمام بتغييره، وزعموا أن معظم السود غير مهتمين بالعملية السياسية على النمط الغربي، وأنهم لن يحكموا كما يجب إذا ما تسلموا. كانت مشاريع القوانين مثل قانون تقسيم الأراضي لعام 1930، والتي خصصت حوالي نصف البلاد لملكية البيض وإقامتهم بينما قسمت الباقي إلى شراء السود والثقة القبلية والمناطق الوطنية، منحازة على وجوه مختلفة ناحية الأقلية البيضاء. قدم المستوطنون البيض وذريتهم معظم المهارات الإدارية والصناعية والعلمية والزراعية للمستعمرة، وبنوا اقتصاد سوق متوازن نسبيًا وصناعي جزئيًا، يتباهى بقطاعات زراعة وصناعة قوية، وصناعات الحديد والصلب وشركات تعدين معاصرة. اتسمت الحياة اليومية بالتمييز الذي يتراوح من حجز وظائف للبيض إلى العزل العنصري عن القطارات وطوابير مراكز البريد وما شابه. امتلك البيض غالبية أفضل المزارع، وتلقوا تعليمًا أعلى بكثير، وأجورًا ومنازل، لكن التعليم والرعاية الصحية والبنى التحتية والرواتب المتاحة للرودسين السود كانت رغم ذلك جيدة جدًا وفقًا للمعايير الإفريقية.